# Алмали (Ішимбайський район)
Алмали́ (рос. Алмалы, башк. Алмалы) — присілок у складі Ішимбайського району Башкортостану, Росія. Входить до складу Петровської сільської ради. Населення — 73 особи (2010; 102 в 2002).
Національний склад:
- башкири — 96%